# Mbongkisu
Mbongkisu est une localité du Cameroun située dans la commune de Fundong et le département du Boyo.

## Population
Lors du recensement de 2005, on a dénombré 606 habitants.
Une étude locale de 2012 estime la population à 2 250 personnes.